# Iglesia de San José (Amán)
La Iglesia de San José también llamada alternativamente Iglesia Latina de Jabal Amán (en árabe: كنيسة القديس يوسف) es una iglesia católica que se encuentra en la ciudad de Amán capital del Reino de Jordania.
Como su nombre indica el templo está dedicado a José de Nazaret. Es una de las parroquias bajo la responsabilidad del Patriarcado Latino de Jerusalén (Patriarcha Hierosolymitanus Latinorum). En 2015 la iglesia sirvió para albergar refugiados que huyeron de la Guerra contra Estado Islámico. Esta iniciativa también la adoptaron más de 40 iglesias en todo el país, justo después de que el rey Abdalá II de Jordania extendiera una invitación a los cristianos iraquíes para que vinieran a su territorio, y el Vaticano anunciará la aprobación de fondos para ayudarlos.